# HGTV (Allemagne)
 (janvier 2023).
HGTV est une chaîne de télévision allemande spécialisée dans la décoration, l'agencement et la rénovation de la maison et du jardin de groupe Warner Bros. Discovery. La chaîne commence le 6 juin 2019, et remplace la chaîne Travel Channel.[réf. nécessaire]